# Eloeophila serrulata
Eloeophila serrulata is een tweevleugelige uit de familie steltmuggen (Limoniidae). De soort komt voor in het Palearctisch gebied.